# Hungria
A Hungria (em húngaro: Magyarország, pronunciado: [ˈmɒɟɒrorsaːɡ] (escutarⓘ)) é um país localizado na Europa Central, especificamente na Bacia dos Cárpatos. Faz fronteira com a Eslováquia ao norte, Romênia ao leste, Sérvia ao sul, Croácia a sudoeste, Eslovênia a oeste, Áustria a noroeste e Ucrânia a nordeste. A capital do país é a cidade de Budapeste. A Hungria é membro da União Europeia, da OTAN, da OCDE, do Grupo de Visegrád e do Espaço Schengen. A língua oficial é o húngaro, que é a língua não indo-europeia mais falada na Europa.
Após séculos de sucessiva ocupação de celtas, romanos, hunos, eslavos, gépidas e ávaros, a Hungria foi fundada no final do século IX pelo grão-príncipe húngaro Arpades durante o Honfoglalás ("conquista da pátria"). Seu bisneto Estêvão I subiu ao trono no ano 1000, quando converteu o país para um reino cristão. Até o século XII, a Hungria era uma potência média no mundo ocidental, alcançando seu auge no século XV. Após a Batalha de Mohács, em 1526, e de cerca de 150 anos sob ocupação otomana (1541-1699), a Hungria ressurge sob o domínio dos Habsburgos e, mais tarde, formou uma parte significativa do Império Austro-Húngaro (1867-1918).
Suas fronteiras atuais foram estabelecidas pela primeira vez pelo Tratado de Trianon (1920) após a Primeira Guerra Mundial, quando o país perdeu 71% de seu território, 58% da sua população e 32% dos húngaros étnicos. Após o período entreguerras, a Hungria aderiu às Potências do Eixo na Segunda Guerra Mundial, quando sofreu danos significativos. A Hungria ficou sob a esfera de influência da União Soviética, o que contribuiu para o estabelecimento de um governo comunista que governou por quatro décadas (1947-1989). O país ganhou ampla atenção internacional por conta da Revolução de 1956 e da abertura parcial de sua fronteira anteriormente restrita com a Áustria, em 1989, o que acelerou o colapso de todo o Bloco de Leste.
Em 23 de outubro de 1989, a Hungria tornou-se novamente uma república parlamentar democrática e atualmente tem uma economia de alta renda, com um alto Índice de Desenvolvimento Humano (IDH). O país também é um destino turístico popular, atraindo cerca de 10 milhões de visitantes por ano. A Hungria abriga o maior sistema de fontes termais e o segundo maior lago termal do mundo (Lago Hévíz), o maior lago da Europa Central (lago Balaton), e as maiores pastagens naturais do continente europeu (o Parque Nacional de Hortobágy).

## Etimologia
O topônimo "Hungria" foi recebido pela língua portuguesa do francês Hongrie. Crê-se que o termo originou-se no século VII, quando tribos magiares integravam uma aliança búlgara chamada On-Ogour, que em túrquico búlgaro significa "dez flechas".
O gentílico "húngaro" é registrado em português a partir de 1512.

## História

### Antiguidade

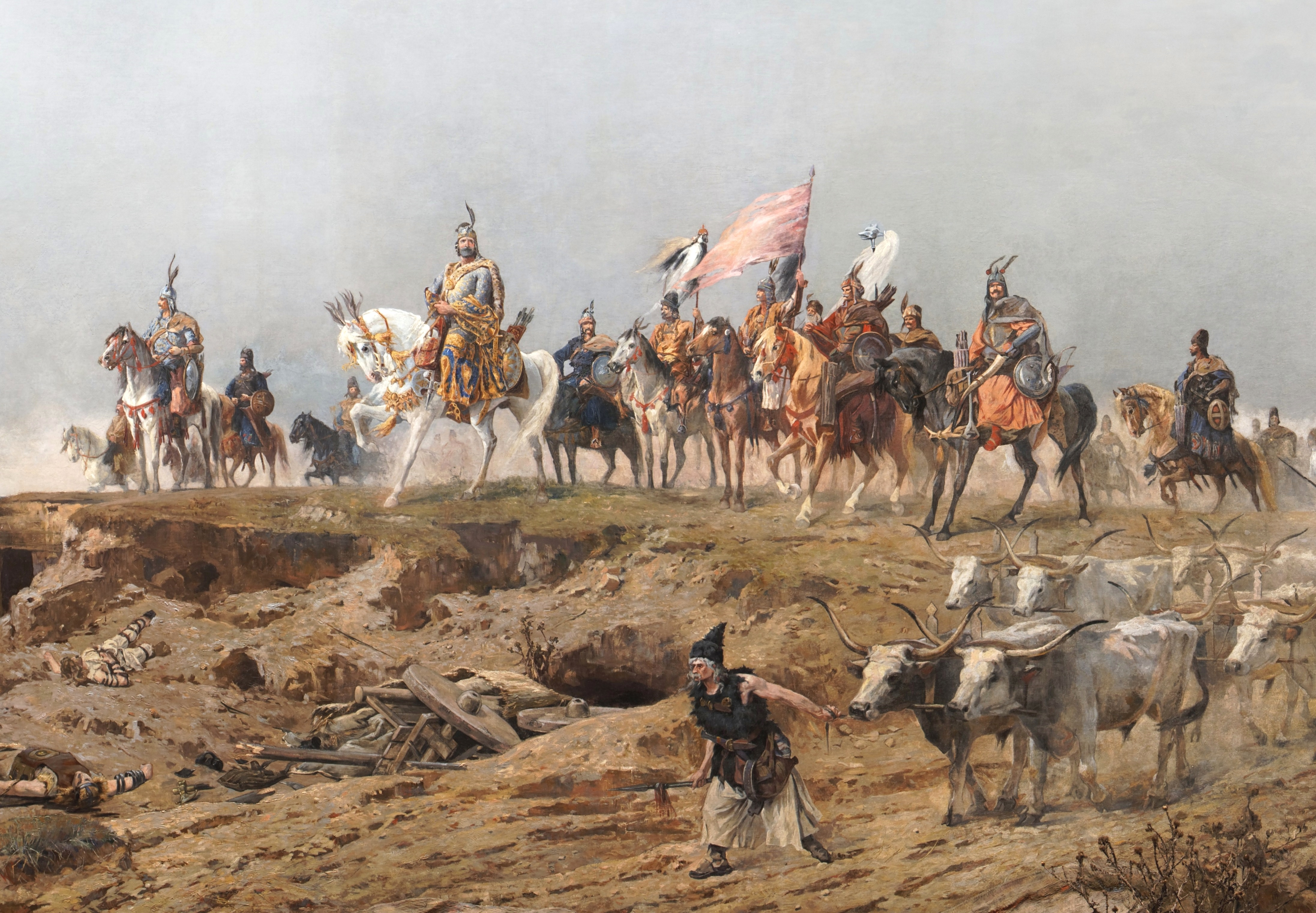
Pintura do final do século XIX, que retrata a chegada dos húngaros à planície da Panónia em 895

O Império Romano estabeleceu a província da Panônia na região a oeste do Danúbio. No século IV, com as ondas de migração, os hunos passaram pelas terras húngaras e estabeleceram um império que terminou em 455. Após a queda do Império Romano em 476, sucederam-se ondas migratórias de germanos, eslavos, ávaros, francos, búlgaros e, finalmente, magiares, estes no final do século IX.
Segundo a tradição, os magiares atravessaram os Cárpatos e entraram na planície da Panônia em 895 no que ficou conhecido como a conquista Húngara da bacia dos Cárpatos, sob a liderança de Árpád, o líder dos magiares que queria a aproximação com a Europa Cristã. No ano 1000, o rei Santo Estêvão I, filho de Géza da dinastia dos Árpads, fundou o Reino da Hungria, ao receber uma coroa enviada  pelo papa Silvestre II e sedimentou o reino em 1006, com o extermínio dos opositores crentes da fé pagã.
Entre 1241 e 1242, uma invasão mongol devastou a Hungria, com grandes perdas em vidas e propriedades. Quando os mongóis foram embora, o rei Béla IV, mandou construir castelos de pedra, que seriam importantes na batalha contra os otomanos, no século XIV.

### Independência e guerras otomanas

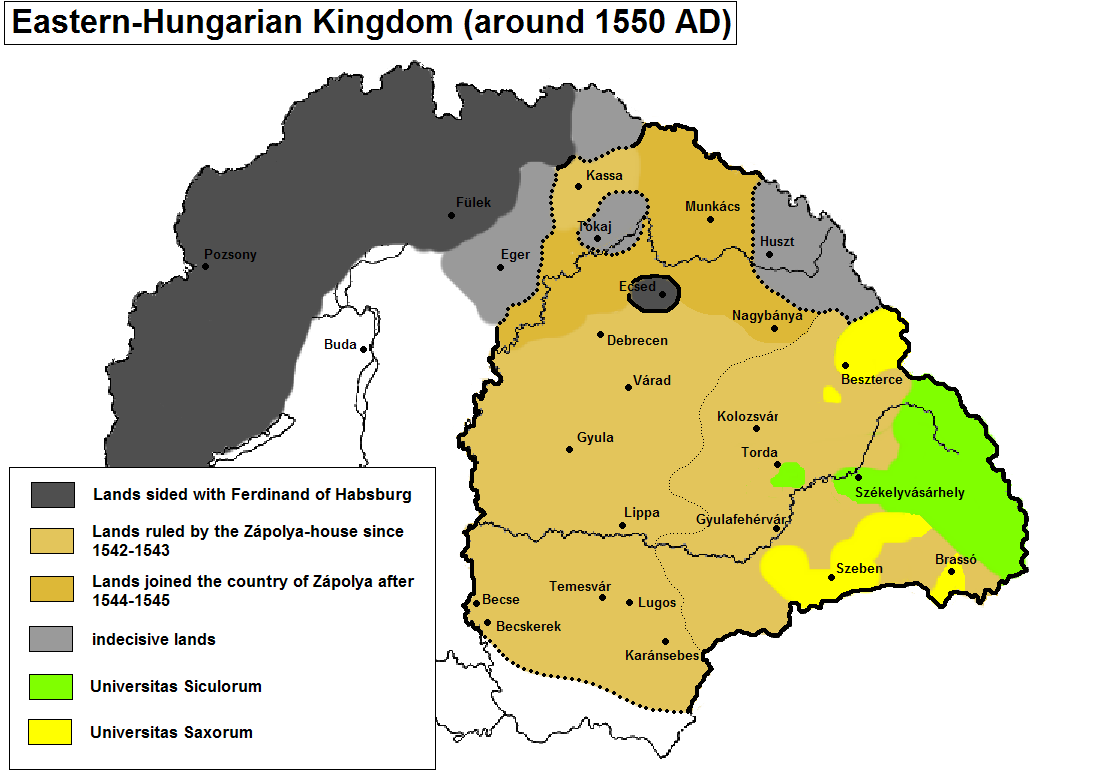
Hungria dividida, aproximadamente em 1550, nas três partes: otomana ao sul, austríaca a oeste e o principado sob a dinastia dos Zápolya a leste

Paulatinamente, o Reino da Hungria conseguiu livrar-se das ingerências polacas, boêmias e papais, consolidando a sua independência. Matias Corvino, que reinou entre 1458 e 1490, fortaleceu o país, repeliu os otomanos e fez com que a Hungria se tornasse um centro cultural europeu durante o Renascimento.
A independência da Hungria chegou ao fim em 1526, após a queda de Nándorfehérvár (Belgrado) e a derrota para os otomanos na Batalha de Mohács. O Reino foi então dividido em três partes: o terço meridional caiu sob o controle otomano e o ocidental, sob o controle austríaco. A porção oriental permaneceu nominalmente independente, com o nome de Principado da Transilvânia e sob a dinastia dos Habsburgos, que retomariam a totalidade da Hungria das mãos dos otomanos 150 anos depois, no final do século XVII.
Com o recuo dos turcos, começou a luta da nobreza húngara por autonomia no seio do Império Austríaco. A Revolução de 1848 e a posterior guerra civil eliminaram a servidão e garantiram os direitos civis, mas a revolução foi duramente reprimida pelos austríacos em 1849. Em 1867, porém, após duras batalhas internas e externas, o Império Austríaco obrigou-se a fazer reformas internas, e para evitar a independência húngara, fez um acordo na qual reconhecia o Estado autônomo da Hungria, surgindo então a chamada Monarquia Dual, ou Império Austro-Húngaro.

### Primeira Guerra Mundial

Composição étnica no Império Austro-Húngaro em 1911

O governo húngaro, que era autônomo mas obedecia às mesmas regras que a Áustria, deu início a um processo de marginalização das populações de outras etnias, o que motivou o nacionalismo sérvio, eslovaco e romeno dentro do reino. A marginalização continuou até o término da Primeira Guerra Mundial, quando todo o Império Austro-Húngaro desmoronou. Em novembro de 1918, a Hungria tornou-se uma república independente. Após uma experiência comunista sob Béla Kun, que proclamou uma república soviética húngara, e uma invasão por tropas romenas, forças militares de direita sob o comando do Almirante Miklós Horthy, entraram em Budapeste e instalaram um novo governo. Em 1920 elegeu-se uma assembleia unicameral, expressivamente de direita, Horthy foi indicado Regente e a Hungria voltou a ser uma monarquia, embora sem rei designado.
O Tratado de Trianon, criado para se refazer a paz com os países vencedores, assinado em junho de 1920, determinou as fronteiras da Hungria no pós-guerra. O território perdido foi distribuído da maneira seguinte: a Hungria foi reduzida a 93 000 km²; a Romênia recebeu a Transilvânia 102 000 km²; a Croácia, a Eslavônia e a Voivodina uniram-se à Sérvia (63 000 km²); a Tchecoslováquia recebeu a Rutênia e a Eslováquia num total de 63 000 km²; a Áustria recebeu a Burgenland (4 000 km²) da qual a cidade de Sopron voltou à Hungria após o referendo de 1921. Com o Tratado de Trianon, o país perdeu 71% de seu território, 66% de sua população, grande parte das suas reservas de matéria prima e seu único porto marítimo (Fiume, hoje Rijeka, na Croácia) para os países vizinhos.

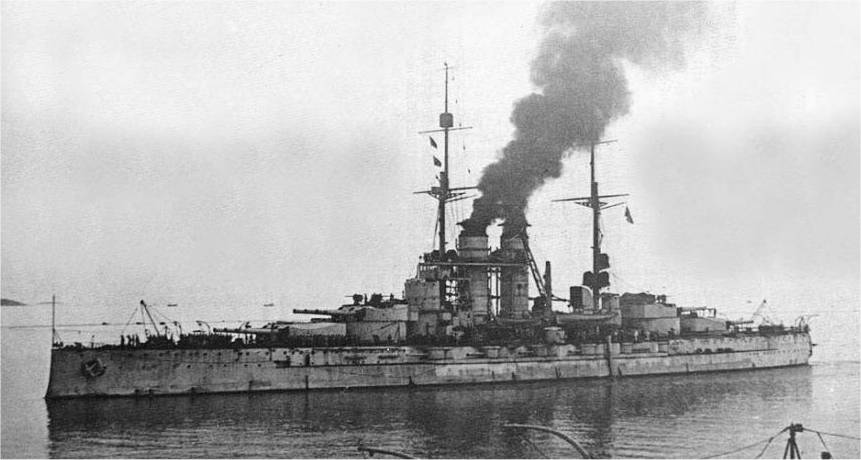
Dreadnought húngaro durante a Primeira Guerra

A Hungria não quis aceitar a divisão de seu país, mas enfraquecida, não havia força militar para desfazer o tratado. O inconformismo com a perda de territórios e população foi a tônica do processo político húngaro do entre-guerras e perdura. Há quem diga que os húngaros que viviam em terras que passaram às mãos de outros países, sofriam alta discriminação e ataques (exemplo seriam as cidades húngaras alagadas pela criação de barragens na Transilvânia). Muitos húngaros abandonaram suas casas e migraram para outros países. O único país que futuramente ofereceria ajuda para recuperar as terras seria então a Alemanha nazista.
Não se sabe a intenção dos países vencedores em dividir a Hungria de forma tão drástica, possivelmente para que o país não pudesse se tornar forte militar e culturalmente novamente. No museu das armas, em Paris, há um quadro que nomeia o tratado de Trianon como "Tratado de paz". Até hoje os húngaros sofrem com o resultado do Tratado de Trianon nos países vizinhos onde vivem, como, por exemplo a proibição por lei de que cidadãos eslovacos falem húngaro, impondo uma língua aos húngaros que ali vivem, e a proibição do presidente húngaro de entrar em território eslovaco de forma não oficial.

### Segunda Guerra Mundial e período contemporâneo

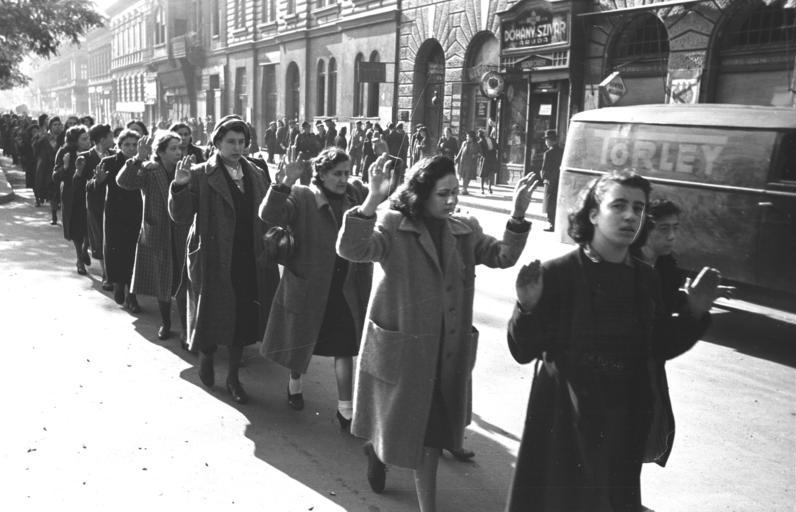
Mulheres judias capturadas no Gueto de Budapeste, outubro de 1944

Após um período conturbado politicamente na década de 1920, e após o suicídio de Teleki Pál, primeiro-ministro húngaro que não concordava com uma Hungria nazista e não via saída frente a dominação alemã, assumiu István Bethlen, a Hungria então se aliou aos nazistas alemães a partir dos anos 1930, durante a Grande Depressão, na expectativa, conforme explicações de seus líderes da época, de obter de volta os territórios perdidos. E foi o que ocorreu, entre 1938 e 1941, a Hungria retomou territórios como a Eslováquia, a Rutênia, a Transilvânia e parte da Iugoslávia.
Declarou guerra em 1941 à União Soviética, mesmo enfraquecida, pois até então seguia as intenções alemãs. Houve sucessivas derrotas, milhares de soldados húngaros foram enviados a campos de guerra em situações precárias onde foram aniquilados cerca de 40 000 homens, após a mudança de lado de vários países e principalmente da Romênia, a Hungria tentou um acordo com os Aliados, mas não foi aceita. Adolf Hitler com medo de que mudasse de lado, ordenou a invasão da Hungria em março de 1944. Depois de diversas batalhas por toda a Hungria, os alemães foram derrotados em 4 de abril de 1944.

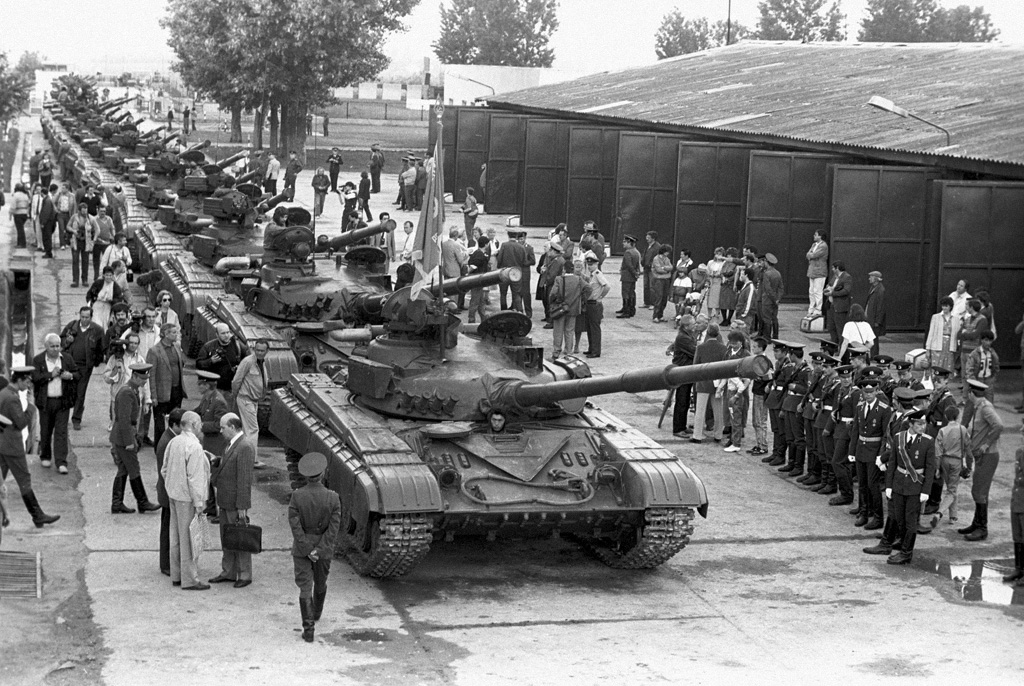
Tropas soviéticas deixam a Hungria em 1 de julho de 1990

Como consequência, ao fim da Segunda Guerra Mundial, tornou-se um Estado comunista sob a influência de Moscou. A Revolução de 1956 foi a oportunidade para que os húngaros se manifestassem contra o regime soviético instalado no país. Após o primeiro-ministro Imre Nagy implantar reformas democratizantes, apoiado pela população, a União Soviética invadiu a Hungria e, pela força das armas, acabou com a revolução, prendeu Nagy e executou-o tempo depois.
No final da década de 1980, a Hungria foi um dos primeiros países da órbita soviética a procurar dissolver o Pacto de Varsóvia e a evoluir para uma democracia pluripartidária e para uma economia de mercado. As primeiras eleições livres nessa nova fase da história da Hungria foram realizadas em 1990, onde, com poucos votos, os socialistas foram rechaçados. Mas, em 1994, voltaram ao poder, apoiados pela queda da qualidade de vida e da economia húngara. Desde então, socialistas e centro-direitistas disputam o poder político na Hungria. Seguiu-se de uma aproximação com o Ocidente que levou o país a aderir à Organização do Tratado do Atlântico Norte (OTAN) em 1999 e à União Europeia em 2004.

## Geografia

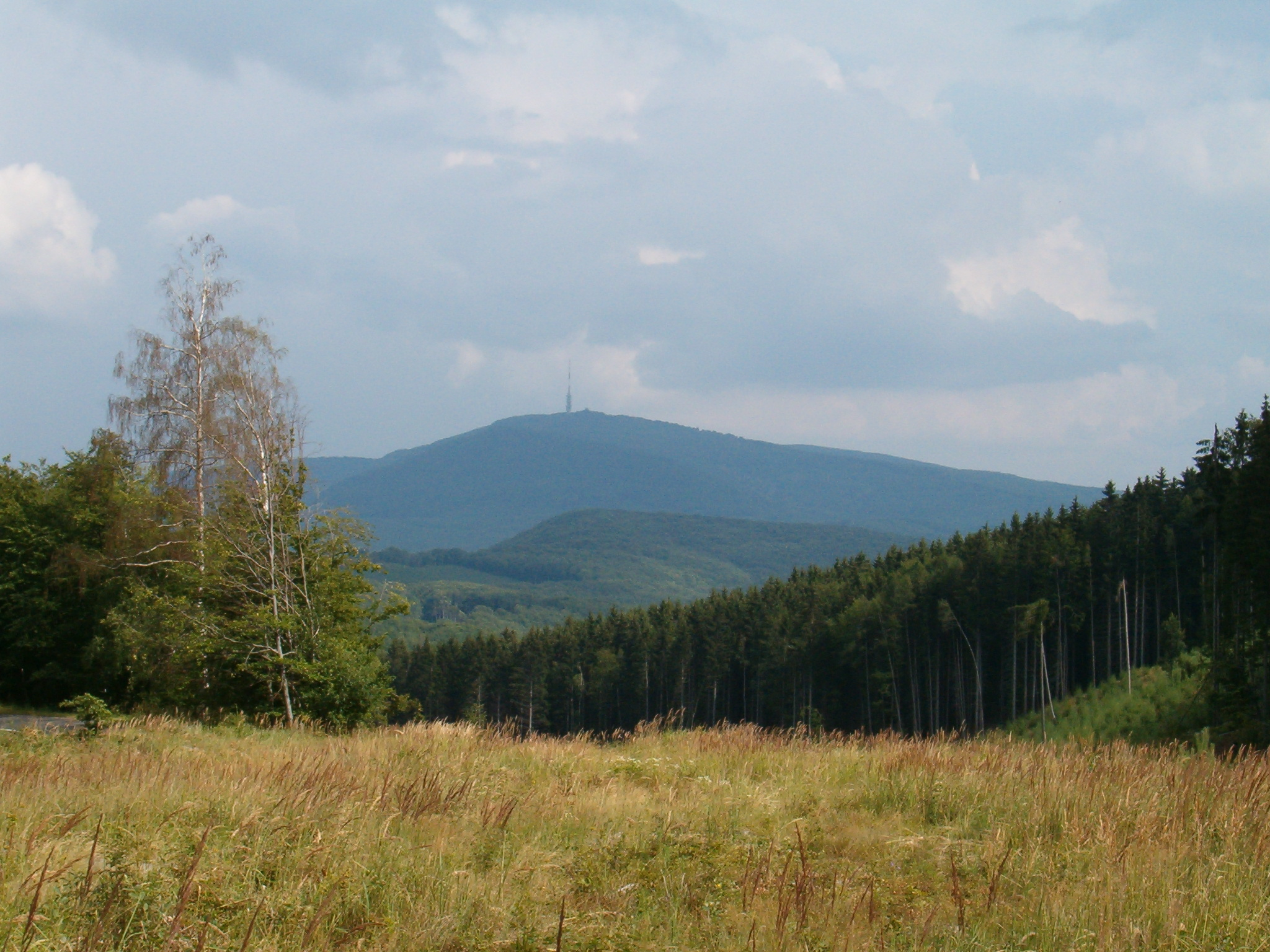
Kékes, o ponto mais alto do país

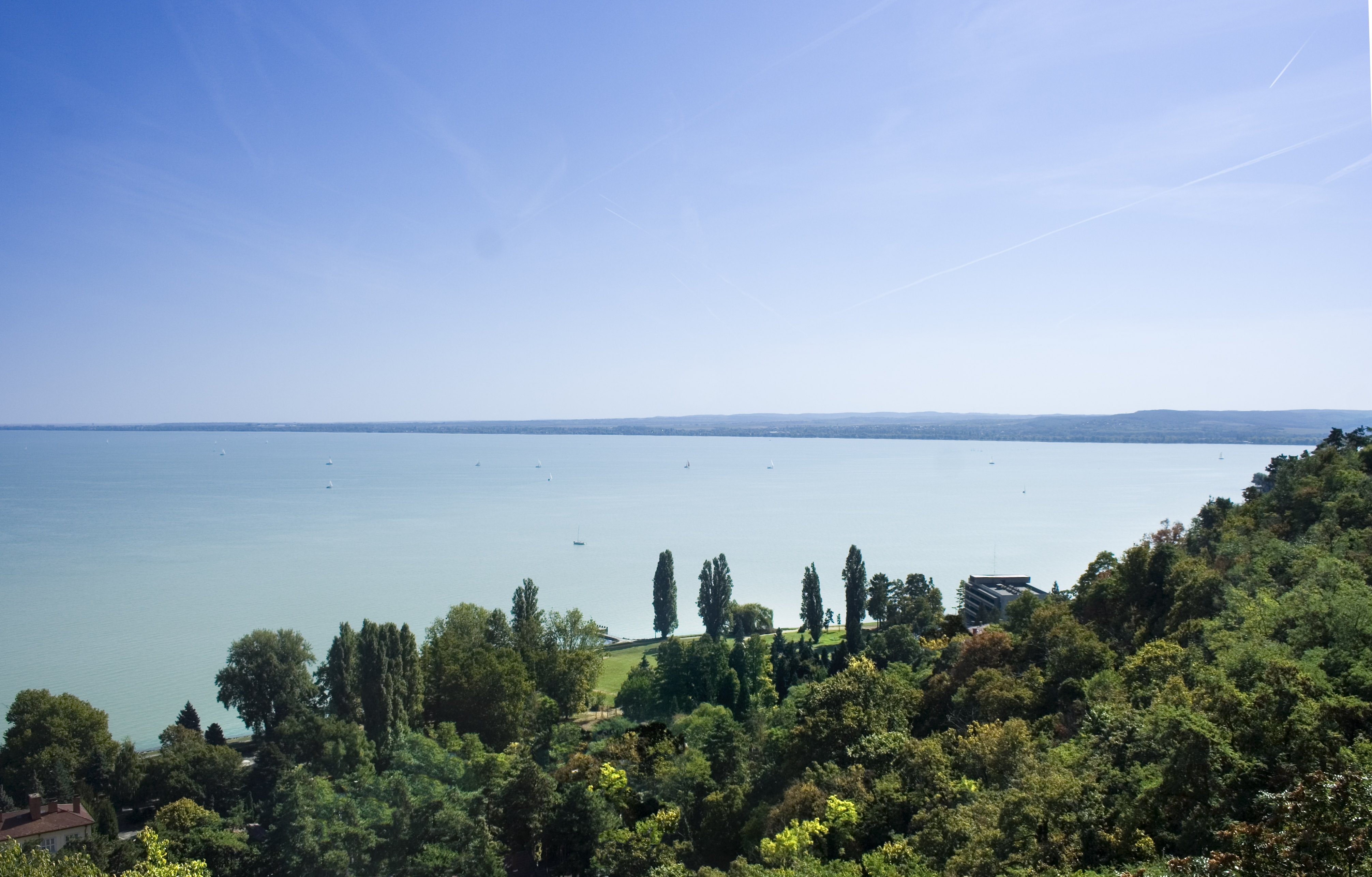
Lago Balaton, o maior da Europa Central

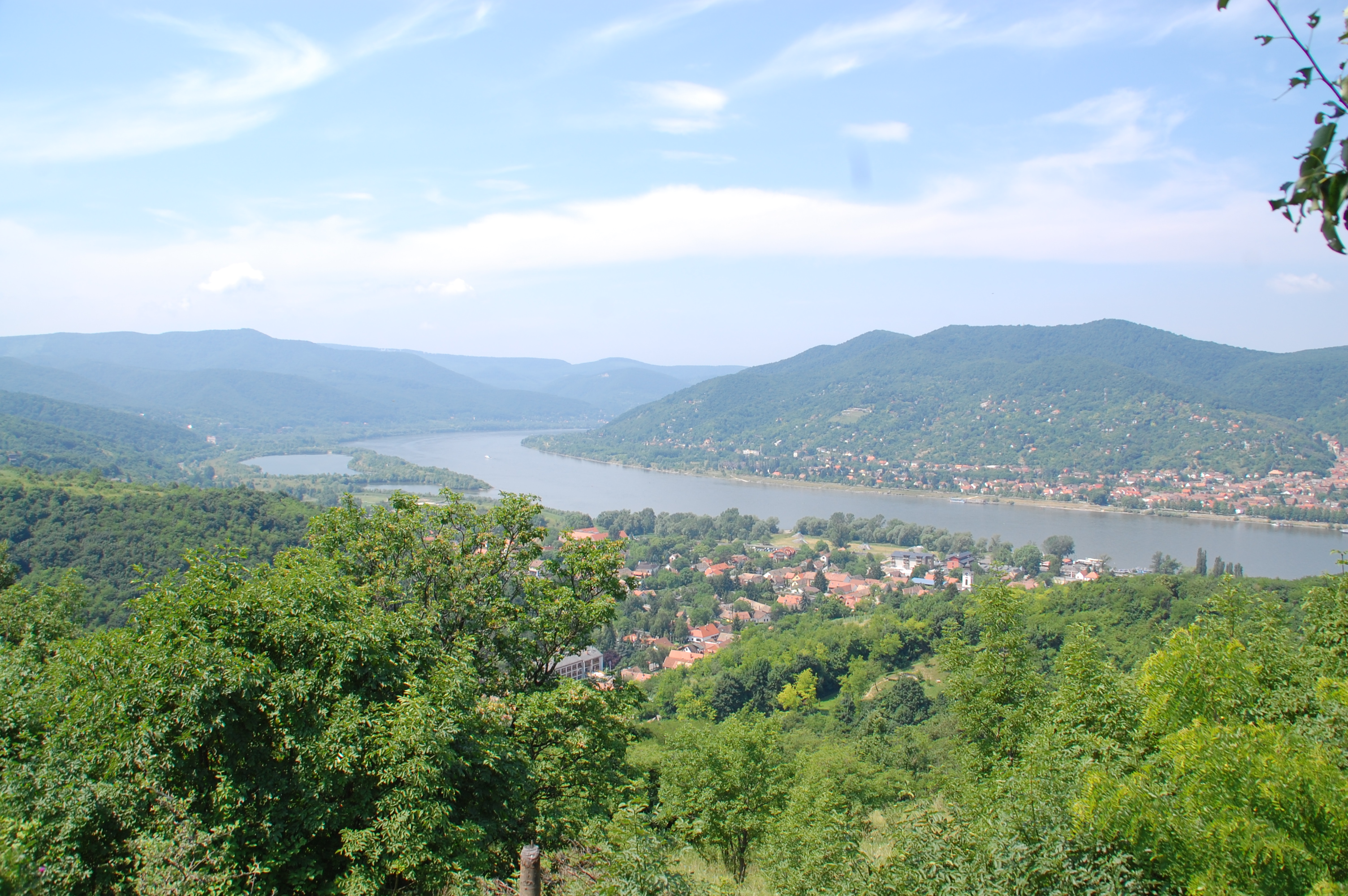
Rio Danúbio, perto de Visegrád

Com 93 000 km², a Hungria é um dos maiores países da Europa Central.  Suas dimensões são de 250 quilômetros de norte a sul e 524 quilômetros de leste a oeste, com 2 258 quilômetros de divisas com os sete países (Sérvia, Croácia, Eslovênia, Ucrânia, Romênia, Eslováquia e Áustria) que o cerca.
Sua população é estimada em 10 064 000 de habitantes, apresentando um decréscimo populacional desde o último censo oficial em 2001. Tal fato vem ocorrendo nos últimos anos, seguindo uma tendência de todos os países do leste europeu. A Hungria é um país mediamente povoado, apresentando uma densidade de 109 habitantes por km².
A maior cidade é a capital Budapeste, que em sua região metropolitana tem 2 550 000 habitantes. Com menor proporção, a universitária Debrecen, em Hajdú-Bihar, é a segunda maior com 205 000 habitantes. A terceira é Miskolc, com pouco mais de 179 000 habitantes, no condado de Borsod-Abaúj-Zemplén, no nordeste húngaro.

### Relevo
A maior parte do país é composta por planícies, que não chegam a 200 m de altitude. Em alguns pontos existem pequenas cadeias de montanhas, mas as que passam de 300 metros de altura são apenas 2% do território húngaro. O ponto mais alto é a montanha Kékes com 1 014 metros e está localizada a nordeste de Budapeste. O ponto mais baixo é nas proximidades de Szeged no sul, em uma depressão com 77,6 metros.
Os maiores e mais importantes rios que cruzam a Hungria são o Danúbio e o Tisza. O Danúbio é um dos rios mais importantes da Europa e, na Hungria, ele é navegável por 418 quilômetros. O Tisza é navegável por 444 quilômetros. Vale ainda ressaltar o lago Balaton, que com uma área de 592 km² é o maior lago da Europa Central e Oriental, e até é conhecido por "mar Húngaro". Outros lagos menores são o Velence e o Neusiedl, que tem 315 km² de superfície, mas apenas 75 km² em território húngaro (o restante localiza-se na Áustria).

### Clima
A Hungria possui um clima temperado continental, com um frio e úmido inverno e um verão quente. A temperatura média anual é de 9,7 °C (com extremos de 42 °C e -29 °C). A média pluviométrica é de 600 mm por ano. As chuvas são irregulares, caindo mais à oeste do Danúbio do que ao leste. Uma pequena vila, próxima de Pécs, tem um clima diferente do resto do país, semelhante ao clima mediterrâneo, o que é um diferencial na região.
Durante os anos 1980, a Hungria começou a sentir os efeitos da poluição das indústrias e dos agrotóxicos nas plantações. Continuamente foram relatados contaminações em reservatórios de água e uma sensível mudança na fauna. Até hoje, não foi feita nenhuma grande mudança sobre o meio ambiente.

## Demografia

Pirâmide etária húngara

Para 94% da população, na sua maioria composta por húngaros, a língua utilizada é o húngaro, uma língua fino-úgrica distantemente relacionada com o finlandês e o estoniano.
Existem muitas minorias étnicas na Hungria: ciganos (2,1%), alemães (1,2%), eslovacos (0,4%), croatas (0,2%), romenos (0,1%), ucranianos (0,1%) e sérvios (0,1%).
Devido à sua história, quando países vizinhos faziam parte do mesmo país, existem minorias húngaras significativas em países vizinhos como Romênia (na Transilvânia), Eslováquia, Sérvia (em Voivodina), Ucrânia, Croácia (na Eslavônia) e Áustria. A Eslovênia, no entanto, tem um número muito grande de húngaros nas cidades próximas à fronteira e até adota o húngaro como língua oficial.

### Religião

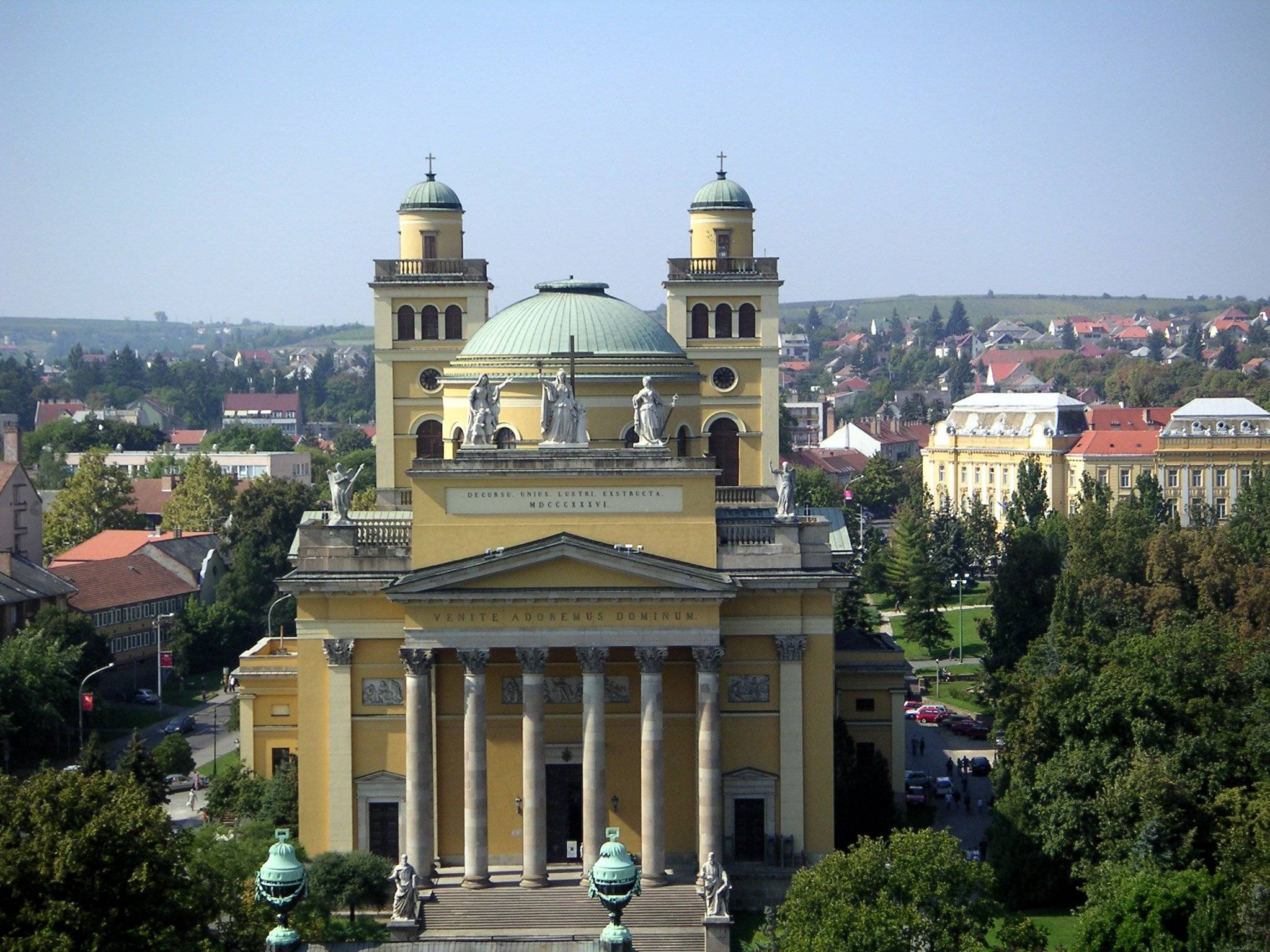
Catedral Basílica de São João Apóstolo em Eger. Cerca de 60% da população segue o catolicismo

A maioria dos húngaros era cristã no século X, data da criação do reino da Hungria. O primeiro rei, Santo Estêvão da Hungria trouxe o cristianismo ocidental ao país. E assim, a Hungria permaneceu até o século XVI, quando a onda protestante que atingia a Europa chegou ao país, primeiramente com o luteranismo e, em seguida, com o calvinismo. Mas na segunda metade desse mesmo século, os jesuítas prepararam uma grande contrarreforma para buscar novamente os fiéis perdidos. Construíram diversas escolas, igrejas e a mais antiga universidade da Hungria, que permanece até hoje, a Pázmány Péter. Os santos padroeiros da Hungria são Santo Estêvão da Hungria (o principal), São Gerardo Sagredo, mártir e tutor do seu filho Santo Américo e São Ástrico, bispo que coroou Estêvão.
Os judeus sempre estiveram presentes na Hungria, desde os primórdios da Idade Média, e a maior sinagoga da Europa se localiza hoje em Budapeste. Entretanto, a maioria dos judeus sofreu com o holocausto, durante a invasão alemã na Segunda Guerra Mundial. A maioria foi deportada para os campos de concentração ou simplesmente executada. Atualmente, declaram-se judeus apenas 0,1% de toda a população húngara. Dados recentes apontam para que a húngaros sejam na sua grande maioria seguidores do cristianismo com 86,7% da população a identificar-se com esta religião sendo que 57,8% são fiéis da Igreja Católica, 23,9% são protestantes, 5,0% seguem outras crenças cristãs, 11,3% não têm religião e 2,0% seguem outras crenças, onde se destacam as comunidades judaicas e muçulmanas.

## Governo e política

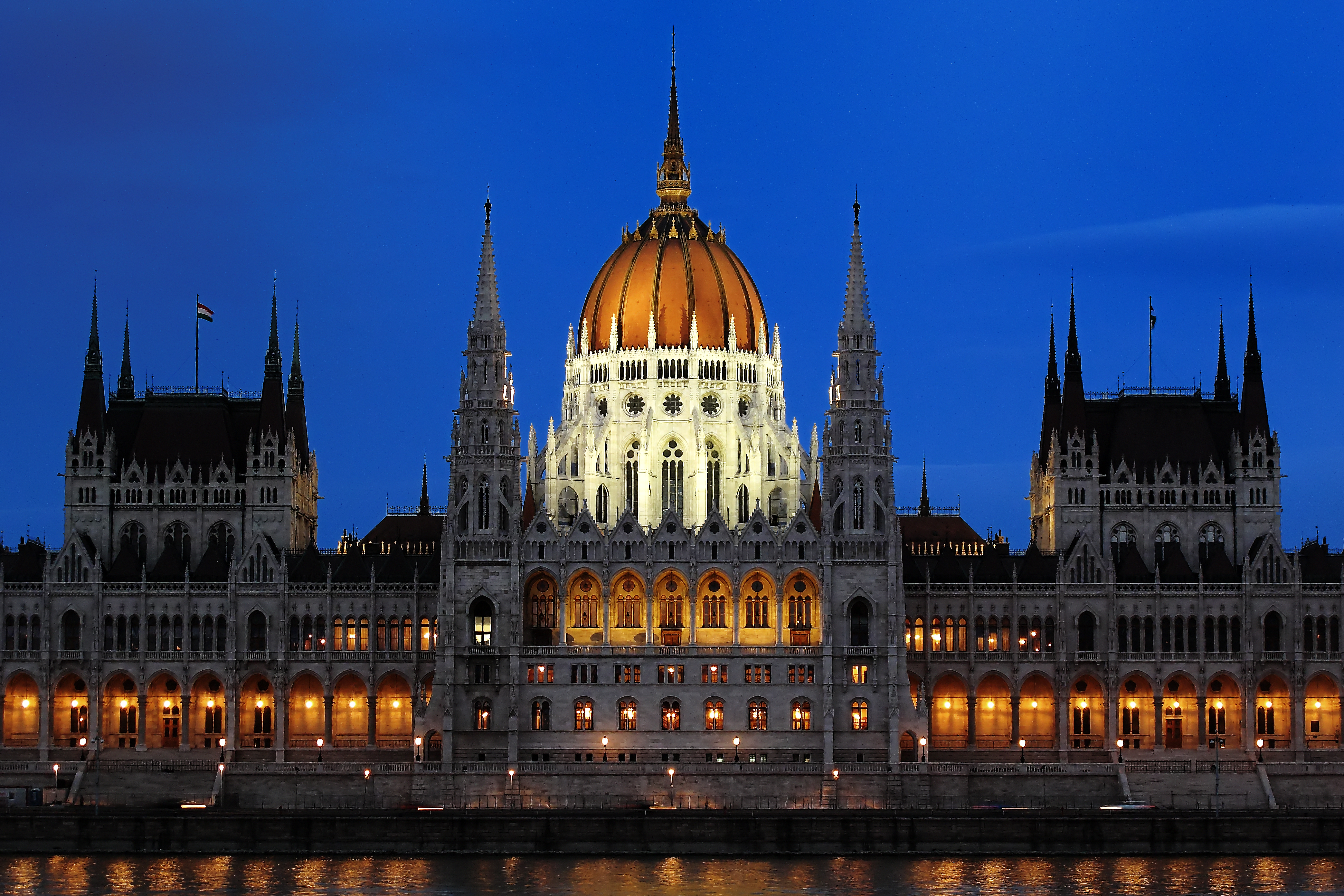
Assembleia Nacional da Hungria às margens do rio Danúbio, em Budapeste

O Presidente da República, eleito pela Assembleia Nacional da Hungria a cada 5 anos, é o comandante-chefe das forças armadas e nomeia o primeiro-ministro, cujo nome também deve ser aprovado pela Assembleia. O primeiro-ministro é quem seleciona o gabinete de ministros e, segundo a constituição húngara, dispõe da prerrogativa de demiti-los. Os indicados devem ser formalmente nomeados pelo presidente.
A Assembleia Nacional (Országgyűlés) - o parlamento húngaro - é um órgão legislativo unicameral, com 386 membros eleitos diretamente. Na última eleição, 176 foram eleitos pelo voto direto dos distritos eleitorais, 152 pela representação proporcional do partido e 58 pelo votos de compensação. Num primeiro turno, os eleitores votam em um candidato e também em um partido. O candidato que obtiver mais de 50% dos votos do distrito eleitoral ocupa um assento na assembleia. Quando no distrito não houver a maioria ou a participação for menor que 50%, há segundo turno. este ocorre da mesma forma que o primeiro, mas o candidato mais votado assume o cargo. É declarada inválida a eleição que não obtiver 25% de participação, sendo esses assentos preenchidos com os votos de compensação. A distribuição dos votos de compensação é feita pela ordem de votação dos partidos. Na Hungria, dois partidos dominam o cenário eleitoral: o Magyar Polgári Szövetség ("União Cívica Húngara"), ou Fidesz, e o Magyar Szocialista Párt ("Partido Socialista Húngaro"), ou MSzP.
O Poder Judiciário húngaro inclui a corte constitucional, que é formada por onze membros, e pode julgar a constitucionalidade das leis. Ademais, a Suprema Corte da Hungria e os tribunais civis e penais são independentes do Poder Executivo.

### Forças armadas

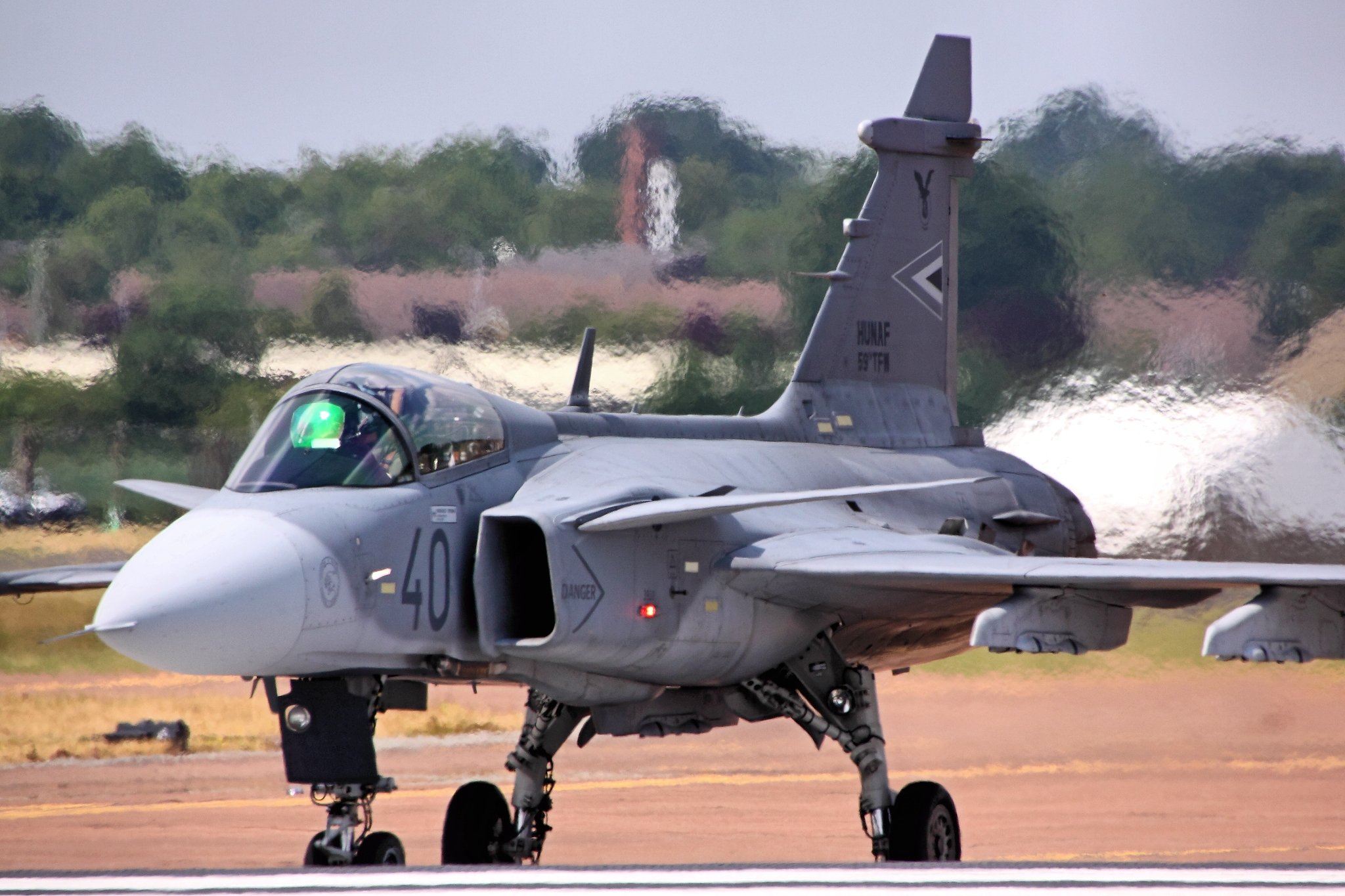
JAS 39 Gripen da Força Aérea da Hungria

As Forças Armadas da Hungria contam com dois ramos: as Forças Terrestres da Hungria e a Força Aérea da Hungria. As Forças Terrestres (ou Exército) são conhecidas como "Corpo de Defensores da Pátria" (Honvédség). Este termo foi originalmente usado para se referir ao exército revolucionário instituído pelo Lajos Kossuth e da Comissão de Defesa Nacional da Dieta Revolucionária Húngara em setembro de 1848, durante a Revolução Húngara.
A Hungria tem os navios de guerra mais bem equipados e preparados da Europa Central. Apenas o país opera forças baseadas em rios entre os membros da OTAN. Na década de 2000, o exército comprou novos navios de guerra de minas, restaurando ou aposentando os antigos. Em feriados nacionais, os navios de guerra navegam ao longo do rio Danúbio, em Budapeste.

### Relações internacionais

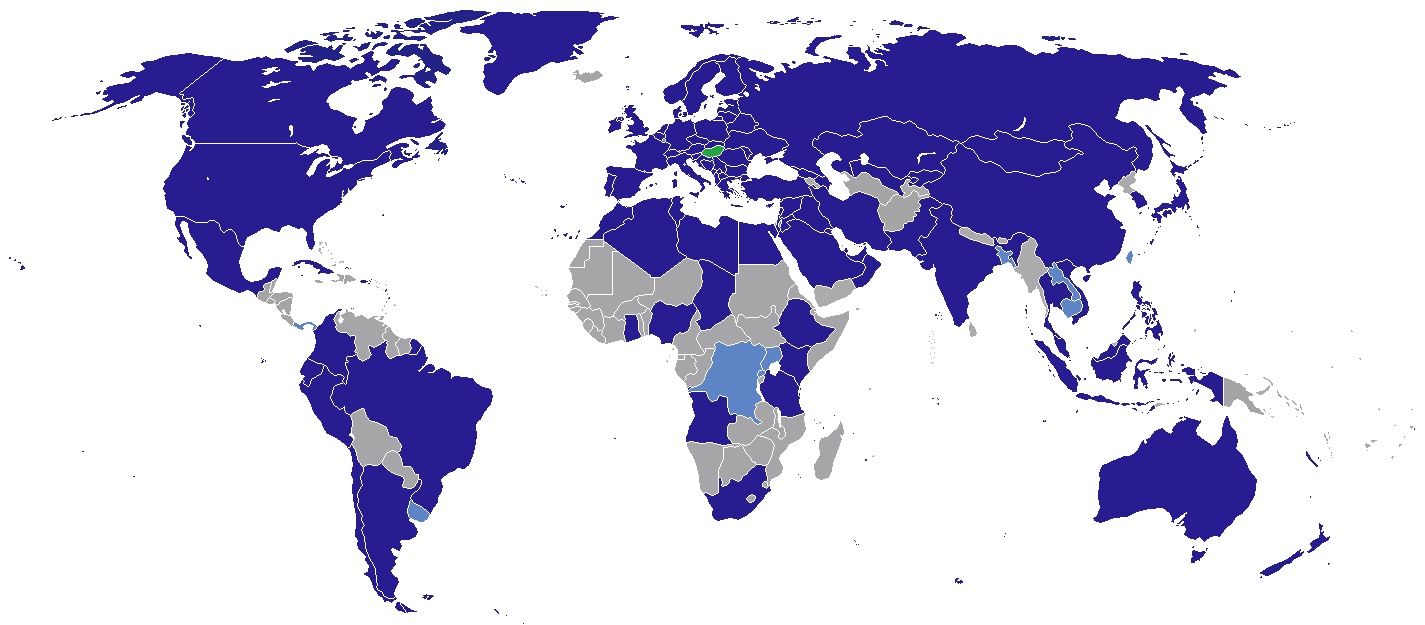
Missões diplomáticas da Hungria

A Hungria é membro das Nações Unidas desde dezembro de 1955 e foi um dos signatários dos Acordos de Helsinque, em 1975. Entre 1947 e 1989, a política externa da Hungria geralmente seguia o exemplo da União Soviética.
Desde 1989, a principal meta da política externa húngara é alcançar a integração em organizações econômicas e de segurança ocidentais. O país aderiu à Parceria para a Paz em 1994 e tem apoiado ativamente as missões da Força de Estabilização na Bósnia.
A Hungria tornou-se membro da Organização do Tratado do Atlântico Norte (OTAN) em 1999 e da União Europeia em 2004.

## Divisões administrativas
Administrativamente, a Hungria é dividida em 19 condados mais a capital, que é independente de qualquer condado. Esses são o terceiro nível de divisão administrativa da Hungria. Os 19 condados e Budapeste são agrupados em 7 regiões, para propósitos demográficos e de desenvolvimento. São eles o segundo nível de divisão húngaro: Transdanúbia Ocidental, Transdanúbia Meridional, Transdanúbia Central, Hungria Central, Hungria Setentrional, Grande planície setentrional, Grande planície meridional.
Os 19 condados são, ainda, subdividos em 173 sub-regiões e Budapeste é a sua própria sub-região. Cada sub-região pode ser classificada em "cidade" ou "vila", ou ainda em "condado urbano", que é uma cidade com direitos de condado, mas que tem que se submeter às ordens do condado na qual está inserida, não tendo, portanto, independência política do condado.[carece de fontes?]
Todas as capitais de condados são cidades com "direitos de condado" ou condados urbanos. Além delas, mais cinco cidades detém esses direitos: Érd, Dunaújváros, Hódmezővásárhely, Nagykanizsa e Sopron.
|  | Bács-Kiskun (Kecskemét)        |  | Fejér (Székesfehérvár)         |  | Komárom-Esztergom (Tatabánya)        |  | Tolna (Szekszárd)   |
|  | Baranya (Pécs)                 |  | Győr-Moson-Sopron (Győr)       |  | Nógrád (Salgótarján)                 |  | Vas (Szombathely)   |
|  | Békés (Békéscsaba)             |  | Hajdú-Bihar (Debrecen)         |  | Pest (Budapeste)                     |  | Veszprém (Veszprém) |
|  | Borsod-Abaúj-Zemplén (Miskolc) |  | Heves (Eger)                   |  | Somogy (Kaposvár)                    |  | Zala (Zalaegerszeg) |
|  | Csongrád (Szeged)              |  | Jász-Nagykun-Szolnok (Szolnok) |  | Szabolcs-Szatmár-Bereg (Nyíregyháza) |  | Budapeste (Capital) |

## Economia

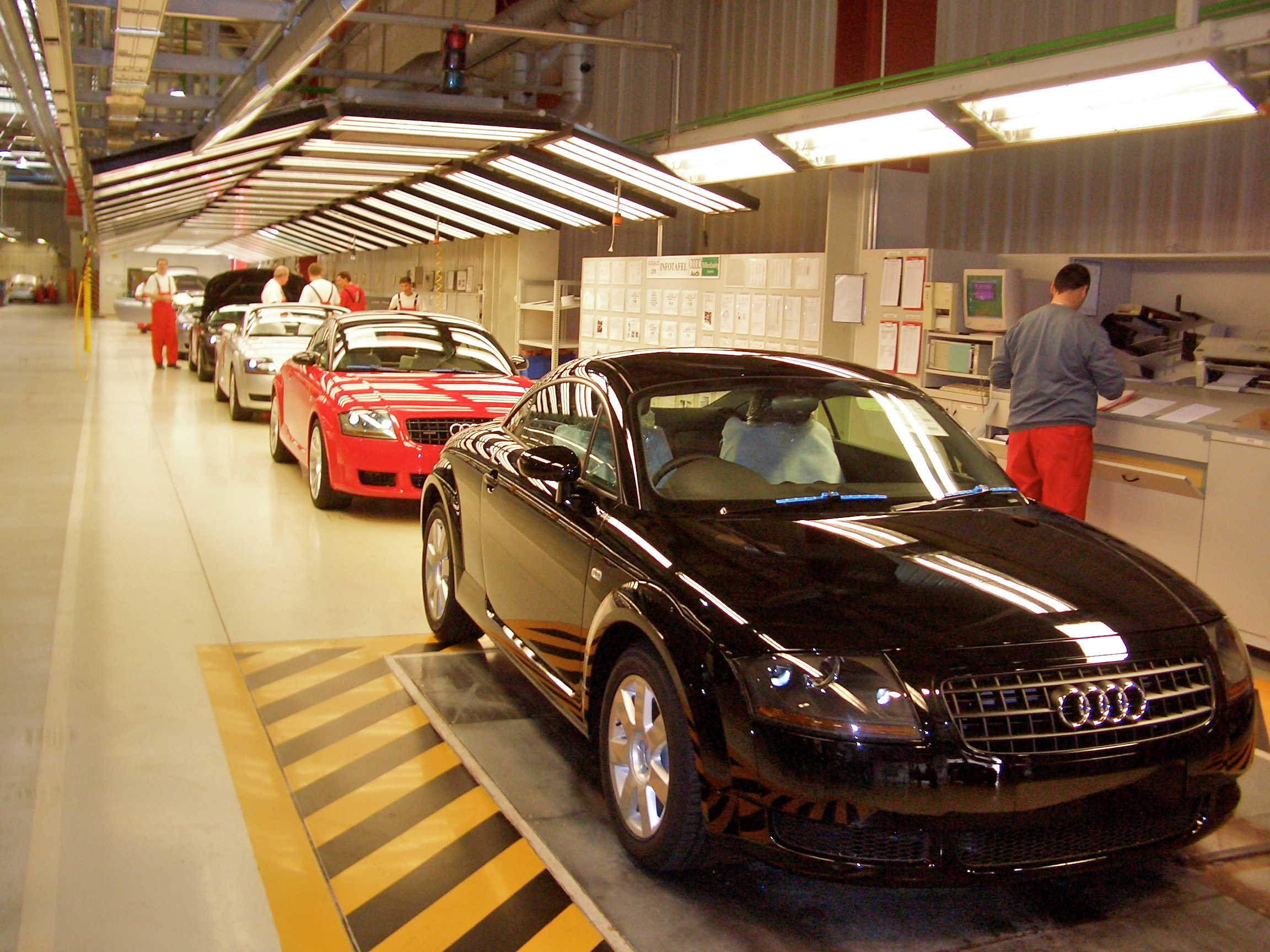
Fábrica de Audi TT em Győr

Principais produtos de exportação da Hungria em 2019

Durante o Império Austro-Húngaro, a Hungria foi o principal território utilizado para a agricultura. As vastas planícies que cobrem 90% do país e as terras férteis em abundância, comum nessa parte da Europa, favoreceram o intensivo uso da agricultura em toda a sua história. Durante o período socialista, a agricultura foi mecanizada e modernizada. Mas com o fim da URSS, a agricultura húngara perdeu o apoio que tinha do estado e sofreu de uma crise, só igualando a sua produção de 16 milhões de toneladas de grãos no século XXI.
Durante o regime socialista, a Hungria passou também por uma forte industrialização, através de projetos que usufruíam melhor os abundantes recursos naturais do país. Na década de 1980, a Hungria foi considerada o país mais moderno industrialmente, exportando bens de consumo até para grandes países industrializados como Alemanha e Estados Unidos.
Depois da queda do regime socialista, com o fim da União Soviética, o país sofreu um baque com a entrada e adaptação ao regime capitalista. No entanto, devido à sua economia já ser voltada à exportação, o país sofreu um menor viés em sua economia do que os outros países ex-soviéticos.
Entre 1990 e 1993, a economia húngara recuou 18%, frente à, por exemplo, 40% da Bulgária. Em 1994, após algumas reformas econômicas reagiu e, desde 1996 a taxa média de crescimento do PIB é de 4,3%. Em 2006, o PIB fechou em 197,1 bilhões de dólares, sendo 80% vindo de capital privado e fortemente influenciado pelas altas taxas de capital estrangeiro aplicada no país.
Atualmente, a maior parte do PIB da Hungria vem da área de serviços, que sofreu um forte crescimento na década de 1990 com a capitalização da economia. A inflação e o desemprego diminuíram substancialmente desde 1998 - era de 13%, hoje é 7,4%. As medidas de reforma econômica, tais como a reforma da saúde, tributária e do financiamento da administração local, ainda não foram postas em prática pelo atual governo. Em 1 de janeiro de 2004, junto com outros países do leste, a Hungria entrou na União Europeia e o país prepara a economia para a adoção do euro, fato que se previa inicialmente ocorrer entre 2010 e 2014.
Mais de 600 000 pessoas, de uma população de menos de 10 milhões, deixaram a Hungria desde o início dos anos 2010. O país enfrenta agora uma escassez de mão-de-obra. Em Janeiro de 2019, o governo adotou uma lei de "flexibilização", que a oposição descreveu como uma "lei dos escravos": os empregadores podem agora exigir aos seus empregados que trabalhem até 400 horas extraordinárias por ano (em comparação com 250 horas anteriormente e 144 horas no início dos anos 90) e só lhes paguem três anos mais tarde. A Confederação dos Sindicatos Húngaros denuncia um esquema que "conduzirá a uma deterioração significativa das condições de trabalho e a um elevado nível de exploração dos trabalhadores".

### Turismo

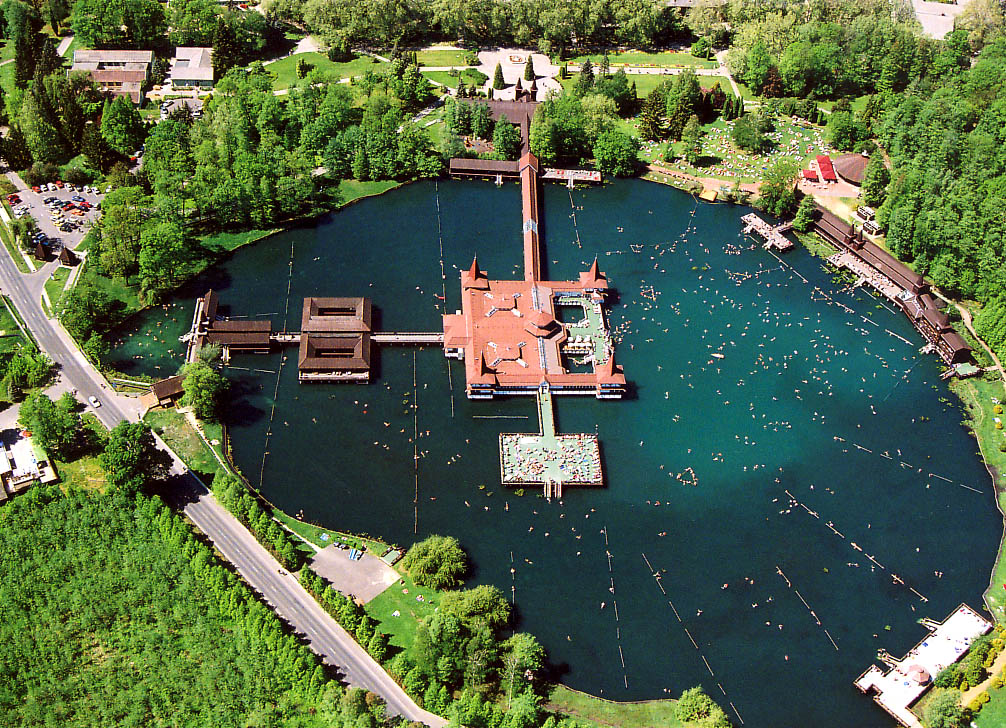
Banho medicinal em Héviz, Zala

O país é um popular destino turístico europeu. A indústria do turismo aumentou quase 7% entre 2004 e 2005. Os visitantes de outros países europeus compreendem mais de 98% dos turistas que vão para a Hungria. Áustria, Alemanha e Eslováquia são os maiores emissores de visitantes. A maioria dos turistas chega ao país de carro e fica por curtos períodos de tempo.
Budapeste tornou-se uma das atrações turísticas mais populares da Europa Central na década de 1990. Entre as principais atrações da cidade estão Castelo de Buda, que abriga vários museus, a Igreja de Matias e o Edifício do Parlamento. A cidade tem muitos museus, três casas de ópera, além de banhos termais. O Castelo de Buda, os diques do rio Danúbio e de toda a Avenida Andrássy são reconhecidos como um Património Mundial pela UNESCO.
Na Hungria existem mais de 1 300 nascentes termais, um terço das quais são usadas em spas em todo o país. As fontes termais húngaras e a cultura do spa são promovidas aos turistas. Só a França, o Japão, a Sérvia, a Islândia e a Itália têm capacidade de água termal similar. Os banhos termais têm sido utilizados na Hungria há 2 000 anos para higiene, relaxamento e atenuação de dores. Os romanos foram os primeiros a usar águas termais da região, no século I, quando construíram banheiros nas margens do Danúbio.

## Infraestrutura

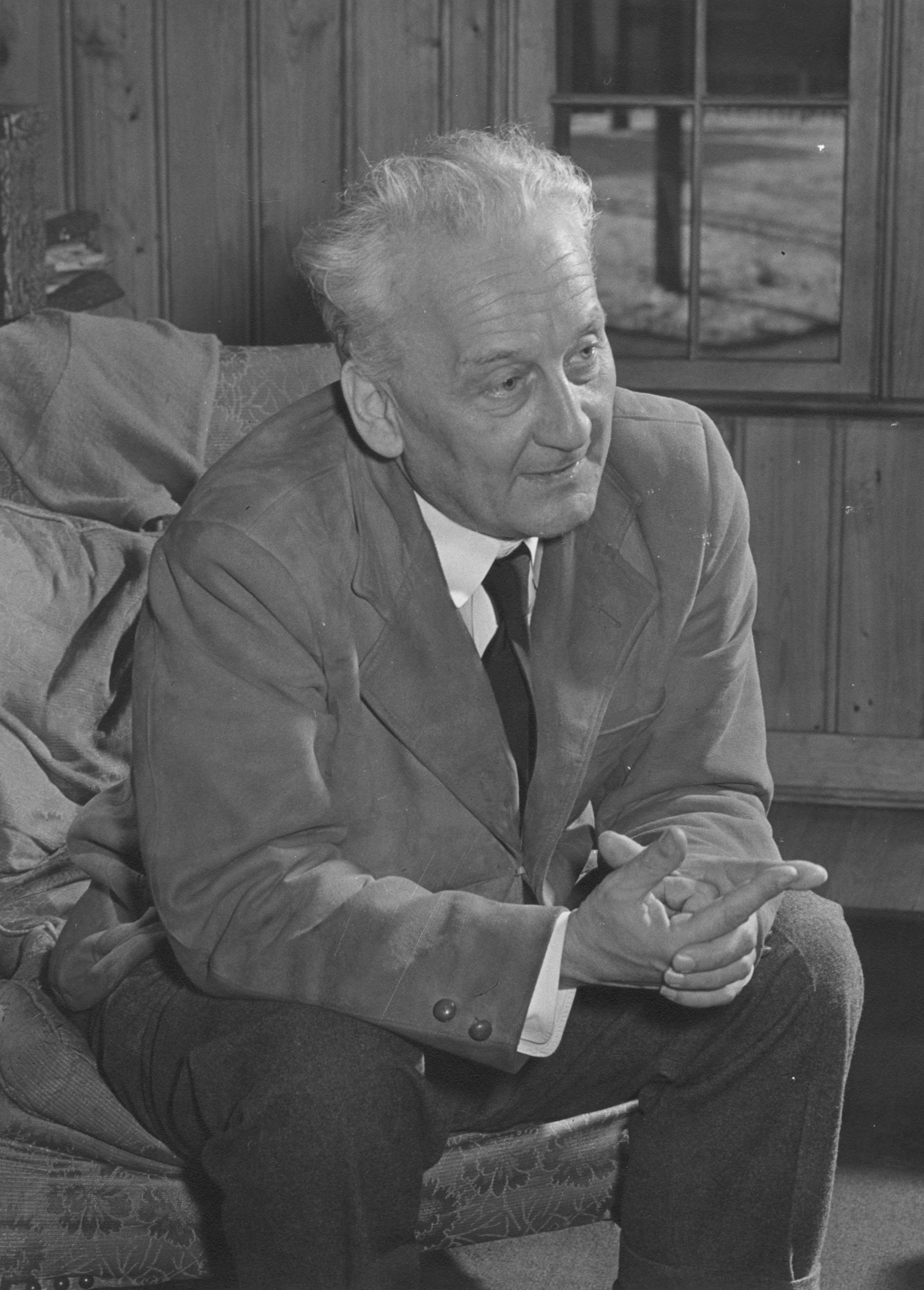
Albert Szent-Györgyi, ganhador do Nobel e descobridor da

### Ciência e tecnologia
A Hungria é famosa pelo seu excelente ensino na matemática, que produziu diversos cientistas de sucesso. O rol de matemáticos famosos húngaros inclui Paul Erdős, famoso por ter seus trabalhos produzidos em 40 línguas na qual os números de Erdõs ainda são procurados; János Bolyai desenvolvedor da geometria não euclidiana em 1831 e John Von Neumann, um pioneiro da computação digital, que leva o seu nome em uma das arquiteturas de processador para computadores. Muitos dos cientistas judeus, como Erdõs e Von Neumann, sofreram perseguições durante a época do antissemitismo na Europa e fizeram as suas contribuições nos Estados Unidos.
Muitas invenções são atribuídas a inventores húngaros. Algumas delas são os fósforos sem barulho de János Irinyi, o Cubo de Rubik de Ernő Rubik, e a lâmpada de criptônio de Imre Bródy. Ainda mais invenções são de húngaros, como a holografia (Dennis Gabor), a caneta esferográfica (László Bíró), a teoria da Bomba de hidrogênio (Edward Teller) e a linguagem de programação BASIC (John Kemeny, com Thomas E. Kurtz). Estes últimos inventores registraram seus produtos nos Estados Unidos, em vista da Segunda Guerra Mundial.

### Educação

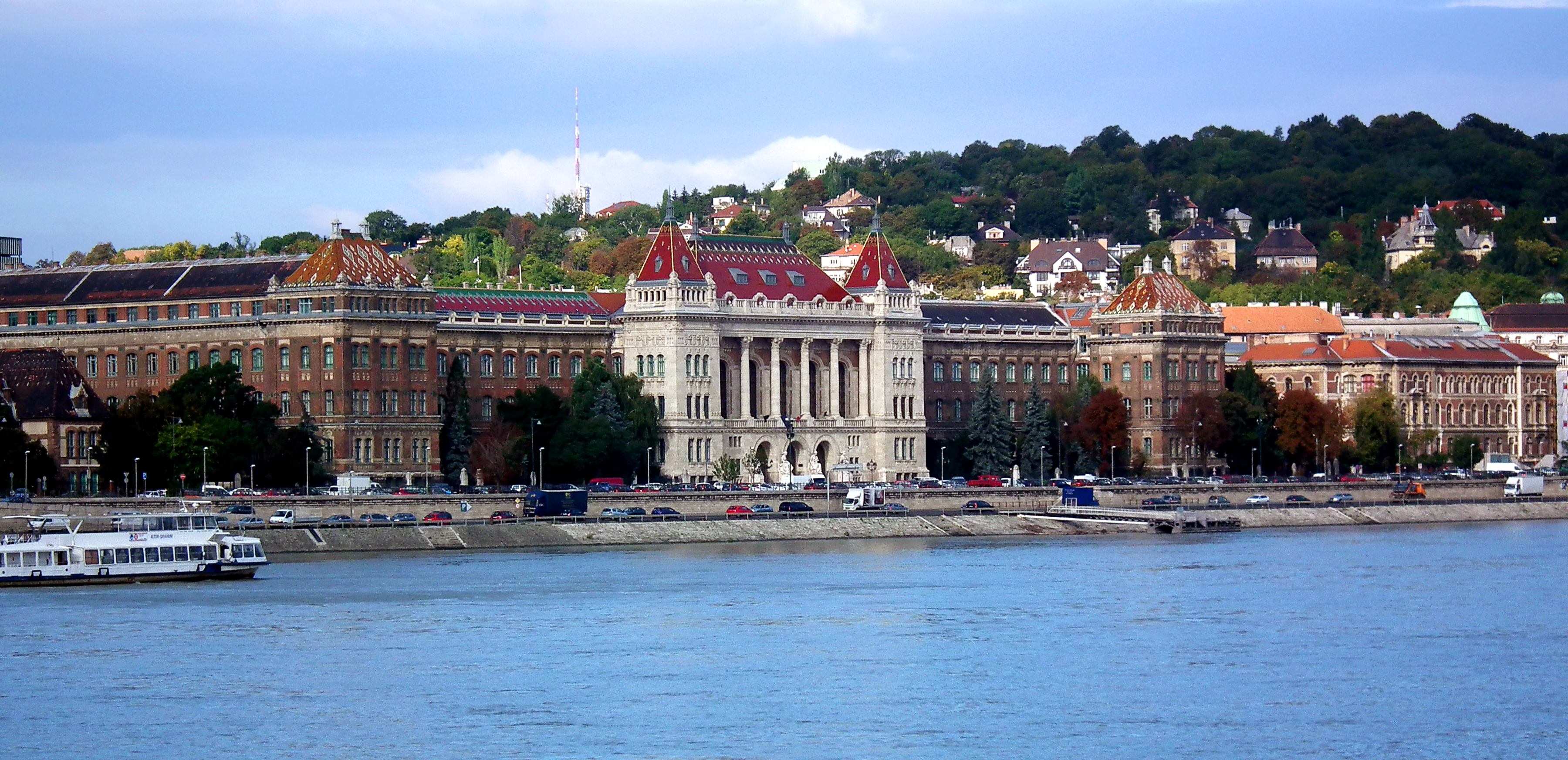
Universidade de Tecnologia e Economia de Budapeste

O sistema educacional húngaro é obrigatório dos cinco aos 18 anos de idade. Aos 6 anos, os alunos entram nas escolas primárias: o currículo é dividido em duas fases, de quatro anos cada. Depois disso, eles podem escolher entre três tipos diferentes de escola de ensino secundário: o Liceu (que leva ao ensino superior), a escola profissional secundária (que leva à superior profissional) e a escola profissionalizante (que conduz ao mercado de trabalho).
No entanto, o sistema de ensino do país é flexível e, em parte, existem pontes entre os tipos de ensinos oferecidos (graduados de uma escola profissional podem conseguir um programa de dois anos para ter acesso à educação profissional de nível superior, por exemplo).
O ensino superior é um sistema dual, dividido em faculdades (que geralmente oferecem bacharelado) e universidades (que geralmente oferecem mestrado). A educação e a formação do país foram classificadas na 44ª posição entre os 148 países avaliados no Global Competitiveness Report 2013-2014, promovido pelo Fórum Econômico Mundial.

### Saúde
A Hungria mantém um sistema de saúde universal amplamente financiado pelo seguro nacional de saúde do governo. Segundo a OCDE, 100% da população está coberta pelo seguro de saúde universal, que é absolutamente gratuito para crianças, estudantes, pensionistas, pessoas de baixa renda, deficientes e funcionários da igreja. A Hungria gasta 7,2% do PIB em saúde, gastando US$ 2 045 per capita, dos quais US$ 1 365 são fornecidos pelo governo.
A Hungria é um dos principais destinos de turismo médico na Europa, particularmente no turismo odontológico. A cirurgia plástica também é um setor muito procurado, com 30% dos clientes vindos do exterior. A Hungria é bem conhecida por sua cultura de spa e abriga inúmeros spas medicinais, no que ficou conhecido como "turismo de spa".
Em comum com os países desenvolvidos, a doença cardiovascular é a principal causa de mortalidade, respondendo por 49,4% de todas as mortes ocorridas no país em 2013. No entanto, esse número atingiu o pico em 1985 com 79 355 mortes e vem diminuindo continuamente. A segunda principal causa de morte é o câncer (26,2%), que está estagnado desde a década de 1990. As mortes por acidentes caíram de 8 760 em 1990 para 3 654 em 2013; o número de suicídios caiu vertiginosamente de 4 911 em 1983 para 2 093 em 2013 (21,1 por 100 000 pessoas), o menor desde 1956. Existem disparidades de saúde consideráveis entre as partes ocidental e oriental da Hungria; doença cardíaca, hipertensão, acidente vascular cerebral e suicídio é prevalente na região da Grande Planície predominantemente agrícola e de baixa renda no leste, mas infrequente nas áreas de alta renda e classe média da Transdanúbia Ocidental e Hungria Central.
O tabagismo é um dos principais contribuidores para as causas de morte na Hungria, embora esteja em declínio acentuado. A proporção de fumantes adultos caiu de 28% em 2012 para 19% em 2013, devido a regulamentações rígidas, como a proibição nacional de fumar em todos os locais públicos fechados e a limitação das vendas de tabaco às "Lojas Nacionais de Tabaco" controladas pelo Estado.
A Hungria é o 17º país mais seguro do mundo, com uma taxa de homicídio de 1,3 por 100 000 pessoas.

## Cultura

### Gastronomia

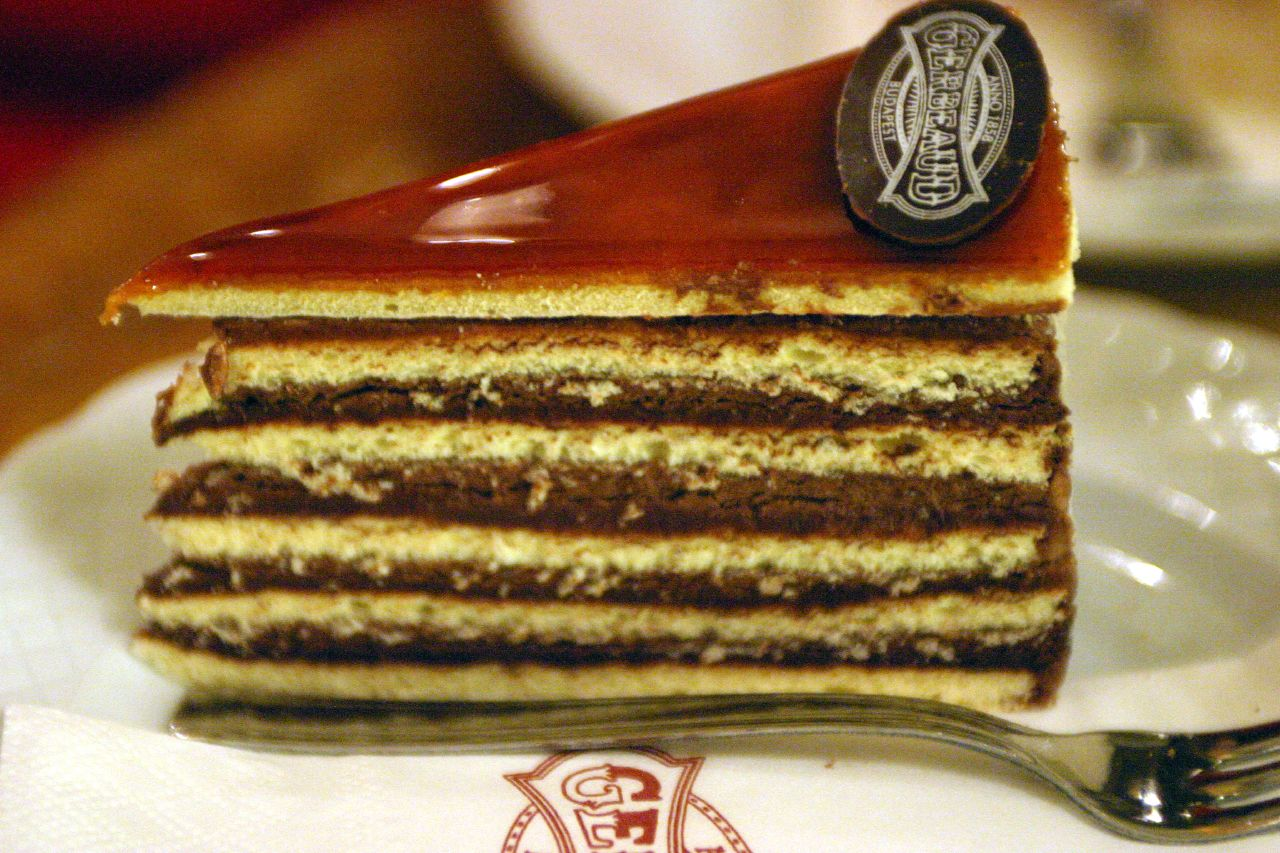
Torta dobos, um dos pratos típicos húngaros mais conhecidos

A culinária húngara tem uma posição de destaque na cultura da Hungria, com tradicionais pratos como o goulash, difundido por todo o mundo e uma das bases da culinária húngara. A batata é usada em diversos pratos, e as sopas e os guisados são componentes da culinária dos húngaros.
Os pratos são geralmente temperados com páprica, cebola e pimenta preta. Os guisados são, comumente, encontrados com elementos tradicionais como carne de porco e de gado, como usado no pörkölt. Existe ainda, diversas sobremesas tais como o somlói galuska que é um doce coberto de creme de laranja ou rum. Na culinária húngara que são feitas com frutas, sendo elas umas das especialidades da cozinha húngara.
Existe ainda, uma influência de outros povos na culinária, como elementos da cozinha turca e a presença de doces e bolos, fruto da influência alemã. Mas durante a existência da Áustria-Hungria, alguns pratos, como o goulash, foram passados aos austríacos e tchecos.

### Literatura

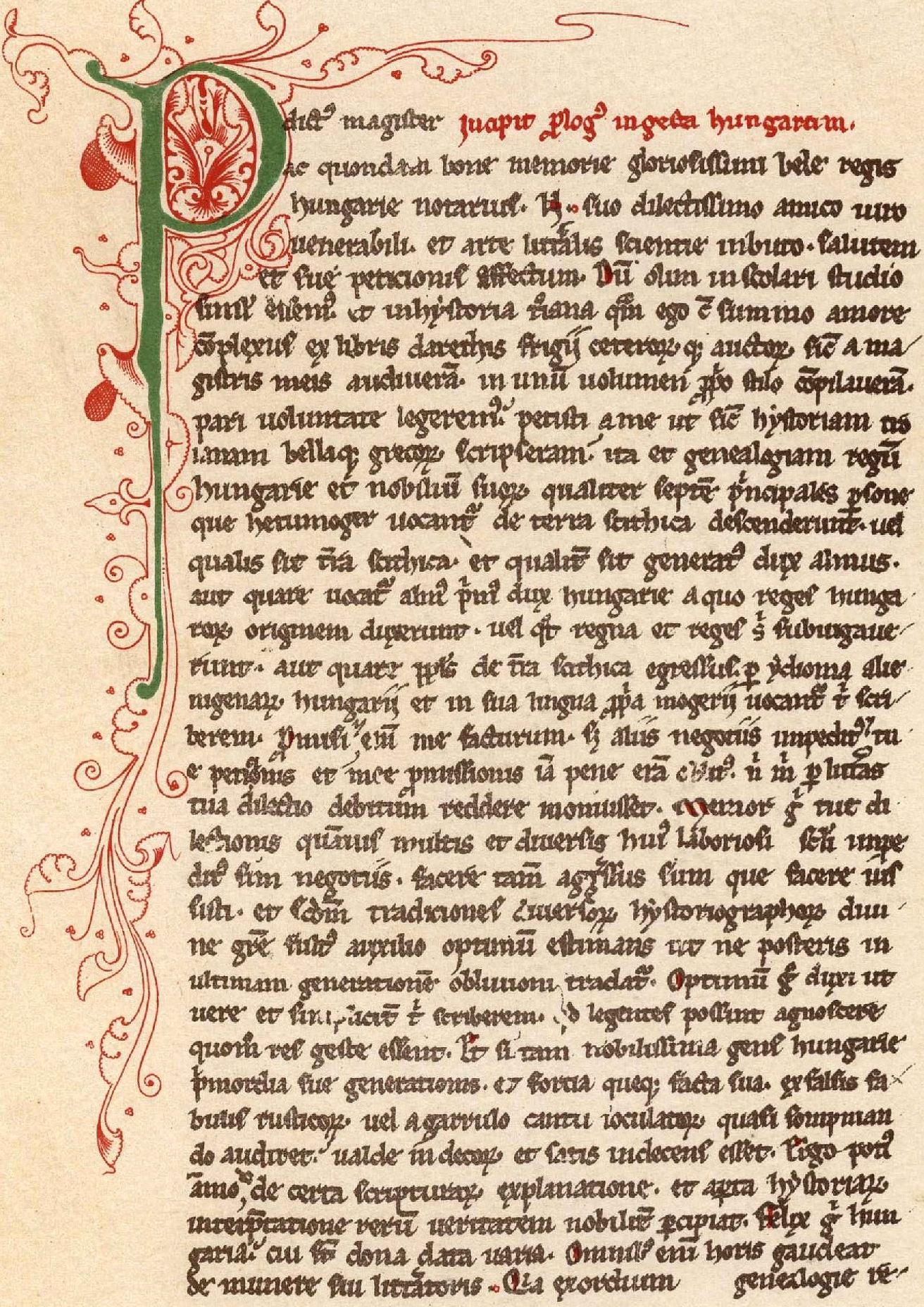
Primeira página do Gesta Hungarorum, escrito em 1200

Nos tempos antigos, a língua húngara era escrita com um alfabeto rúnico (no entanto ela não foi utilizada na literatura, devido aos interesses de uma interpretação moderna para ela). O país mudou para o alfabeto latino após ser cristianizado sob o reino de Estevão I (1000-1038). Não existem documentos anteriores ao século XI, sendo o mais antigo relato em húngaro um fragmento do documento de fundação da Abadia de Tihany (1055), na qual contém muitos termos húngaros, entre elas as palavras feheruuaru rea meneh hodu utu rea, "até a estrada militar de Fehérvár". O resto do documento está em latim. O mais antigo texto completo é o "Sermão e Oração para Funeral" (Halotti beszéd és könyörgés) (1192–1195), a tradução de um sermão em Latim. O mais antigo poema é o "Lamentos de Maria", tradução do Latim do século XIII. É também o mais antigo poema Fino-Úgrico. Entre as primeiras crônicas sobre a história húngara está o Gesta Hungarorum ("Feitos dos Húngaros") e o Gesta Hunnorum et Hungarorum ("Feitos dos Hunos e dos Húngaros") por Simon Kézai. Ambos em latim. Tais crônicas misturam história com lendas, mas historicamente elas não são sempre certas. Outra crônica conhecida é a Képes krónika ("Crônica Ilustrada"), que foi escrita por Luis, o Grande.
O iluminismo húngaro aconteceu aproximadamente cinquenta anos depois se comparados ao iluminismo da Europa Ocidental. Os novos pensamentos chegaram à Hungria através de Viena. Os primeiros escritores do iluminismo húngaro foram György Bessenyei e János Batsányi. Contemporâneos a eles, Mihály Csokonai Vitéz e Dániel Berzsenyi eram os grandes poetas da época e a grande figura da reforma da língua era Ferenc Kazinczy. Através dessa reforma, a língua húngara tornou-se praticável para explanações científicas, com a criação de muitas palavras novas para descrever as novas invenções, preservando assim a língua húngara.

### Esportes

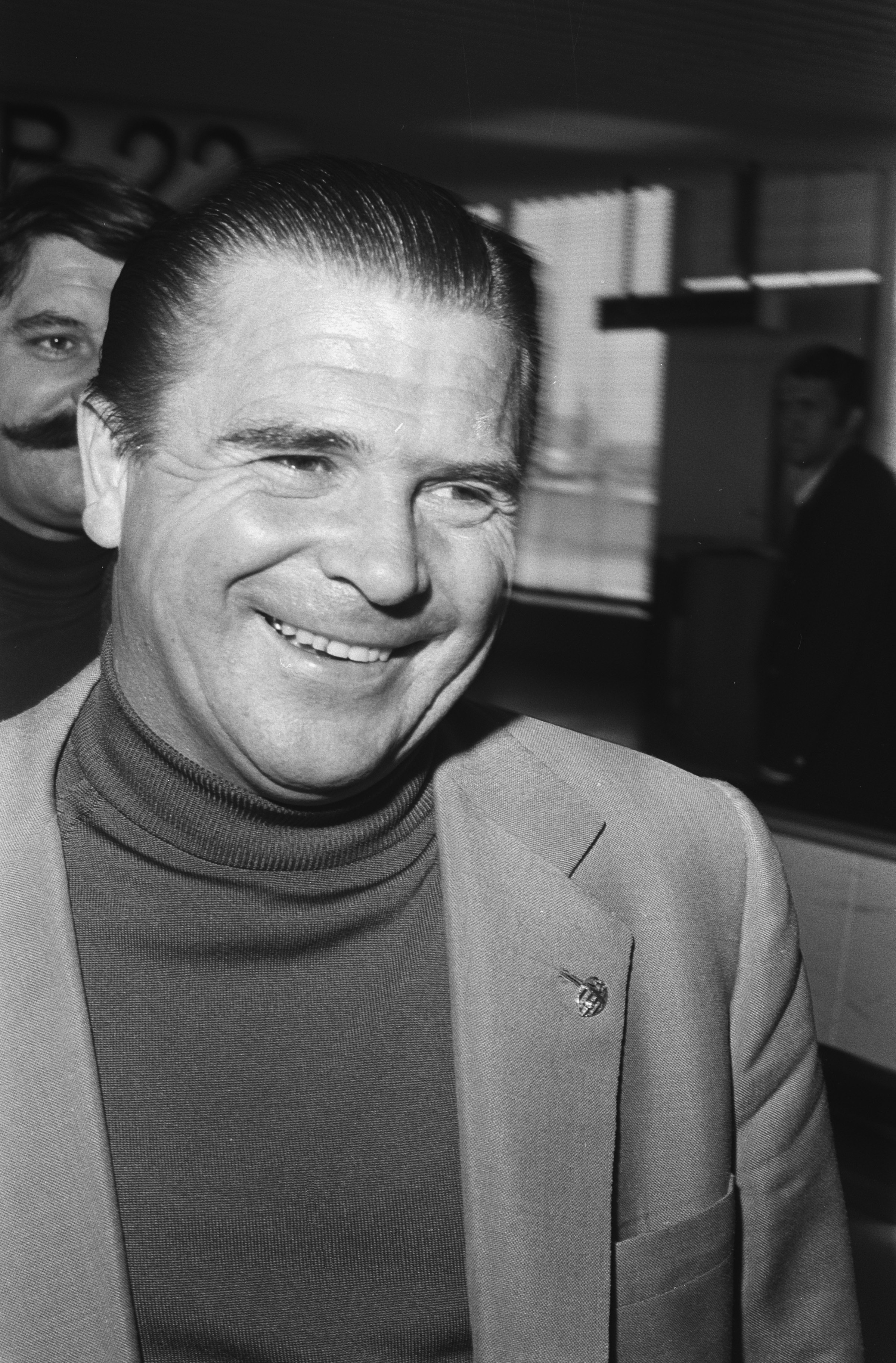
Ferenc Puskás, um dos melhores futebolistas do século XX

Destaca-se no desporto coletivo do polo aquático, bem como no lançamento de martelo. Também tem muita tradição a natação pela que Hungria conseguiu muitos sucessos internacionais, com nadadores como Tamás Darnyi, László Cseh, Krisztina Egerszegi e Katinka Hosszú. Sua figura máxima no desporto de todos os tempos foi o futebolista Ferenc Puskás, que realizou uma exitosa carreira no clube de futebol espanhol Real Madrid e na seleção húngara de futebol.
A Hungria tem o terceiro maior número de medalhas olímpicas per capita e o segundo maior número de medalhas de ouro per capita no mundo. Apenas sete países (Estados Unidos, Rússia, Reino Unido, França, China, Itália e Alemanha) possuem mais medalhas olímpicas do que a Hungria. Com um total de 476 medalhas em Olimpíadas da era moderna, Hungria ocupa o oitavo lugar de 211 países participantes.
A Hungria também foi considerada até meados do século XX, como uma potência no futebol, possui dois vice-campeonatos de Copa do Mundo, na Copa do Mundo FIFA de 1938 e na de 1954, a seleção húngara de futebol também é a maior vencedora dos Jogos Olímpicos, com três títulos olímpicos conquistados nas Olimpíadas de 1952, 1964 e 1968, sendo que até hoje possui o recorde das duas maiores goleadas aplicadas em uma Copa do Mundo, com um 10 x 1 sobre El Salvador na Copa do Mundo FIFA de 1982 e 9 x 0 sobre a Coreia do Sul na Copa de 1954. Foi a primeira seleção não britânica a derrotar em solo inglês os inventores do futebol, a seleção inglesa, e em pleno Estádio de Wembley, em 1953. Têm à grande jogadora de tênis Zsofia Jakab que está jogando pela Longwood University atualmente, além da maior jogadora de xadrez de todos os tempos, Judit Polgar.
Também se destaca desde 1986 a realização do Grande Prêmio de F1, no autódromo da capital.  Uma pista onde, segundo os críticos especializados no automobilismo, foi realizado o GP de F1 mais emocionante da era moderna do esporte, em 1990, com vitória de Thierry Boutsen com uma Williams. Os brasileiros Nelson Piquet e Ayrton Senna também se destacaram na tradicional e quente pista húngara. A melhor participação de Hungria nos Jogos Olímpicos, foi em 1952 quando obteve em terceiro posto em quadro de medalhas.